# It's Over
It's Over är en låt komponerad av Roy Orbison och Bill Dees som lanserades som vinylsingel av Roy Orbison 1964. Den blev en hitsingel och i Storbritannien fick han med denna låt sin andra singeletta.
Låten är en olycklig närmast operaliknande ballad och handlar om ett avslutat kärleksförhållande, vilket blir outhärdligt för låtens huvudperson. Låten börjar lugnt med Roy Orbison och en gitarr, men byggs snart upp med en orkester och avslutas med ett crescendo.
Michael Caine sjunger låten i filmen Little Voice från 1998.

## Listplaceringar
- Billboard Hot 100, USA: #9[1]
- UK Singles Chart, Storbritannien: #1[2]
- Nederländerna: #4[3]
- VG-lista, Norge: #10[4]
- Kvällstoppen, Sverige: #14[5]
- Tio i topp, Sverige: #6[6]